# Ilse Aigner

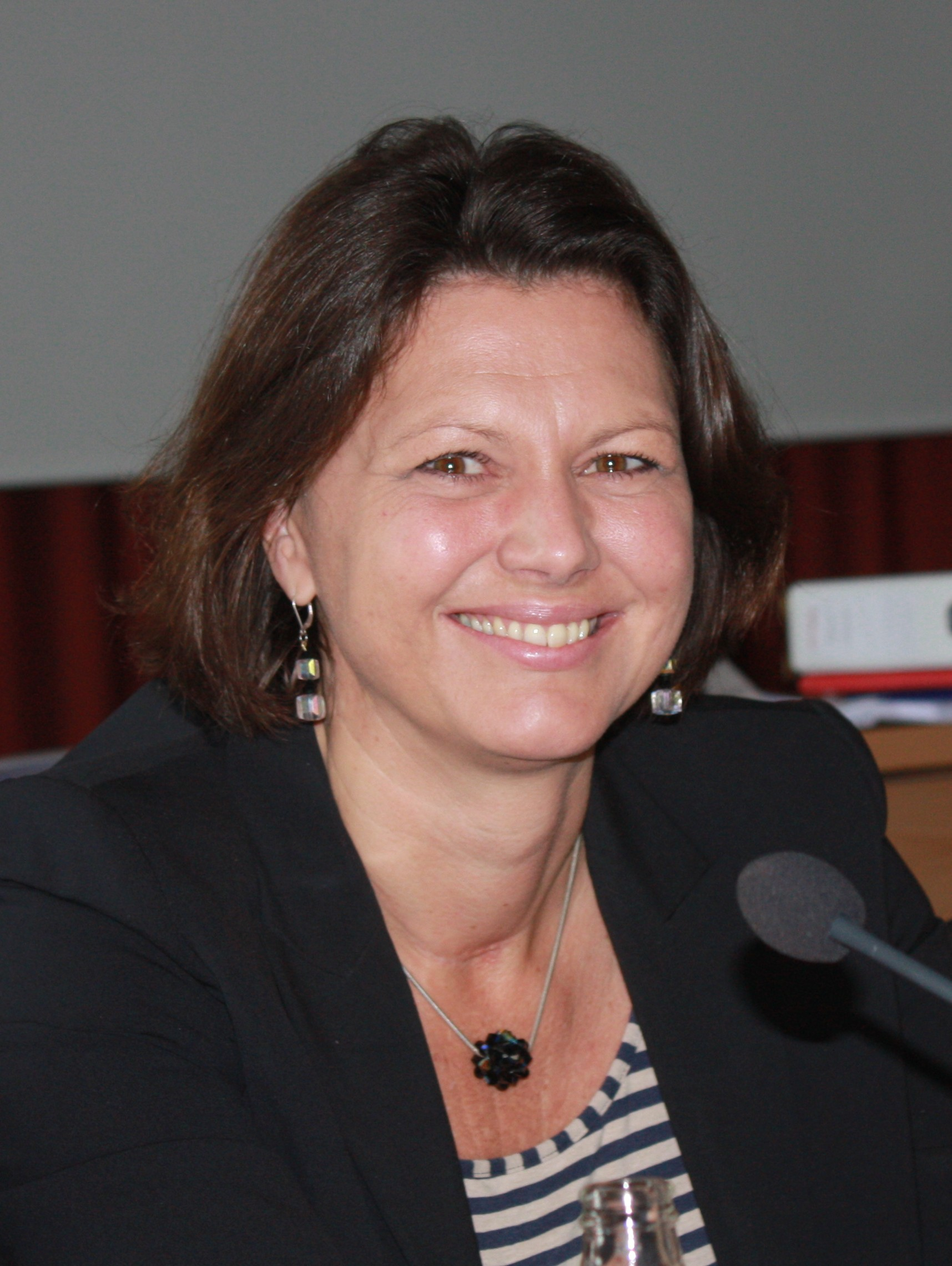
Ilse Aigner

Ilse Aigner, född den 7 december 1964 i Feldkirchen-Westerham, är en tysk konservativ politiker tillhörande det bayerska partiet Kristligt sociala unionen (CSU) och var under åren 2008-2013 Tysklands jordbruksminister. Hon lämnade posten i samband med regeringen Merkel II:s avgång och regeringsskiftet i december 2013.